# Bellator 229
Bellator 229: Koreshkov vs. Larkin è stato un evento di arti marziali miste tenuto dalla Bellator MMA il 4 ottobre 2019 al Pechanga Resort and Casino di Temecula negli Stati Uniti.

## Risultati
|                   | Divisione              |                      |           |                  | Metodo                                      | Round     | Tempo     | Premio    |
| Main Card         | Main Card              | Main Card            | Main Card | Main Card        | Main Card                                   | Main Card | Main Card | Main Card |
| ----------------- | ---------------------- | -------------------- | --------- | ---------------- | ------------------------------------------- | --------- | --------- | --------- |
|                   | Pesi welter            | Lorenz Larkin        | batte     | Andrey Koreshkov | Decisione non unanime (28-29, 29-28, 29-28) | 3         | 5:00      |           |
|                   | Pesi leggeri           | Goiti Yamauchi       | batte     | Saad Awad        | Sottomissione verbale (armbar)              | 1         | 1:40      |           |
|                   | Catchweight (118 lbs.) | Keri Taylor Melendez | batte     | Mandy Polk       | Decisione unanime (30-27, 30-27, 30-27)     | 3         | 5:00      |           |
|                   | Pesi medi              | Tony Johnson         | batte     | Joe Schilling    | KO (pugno)                                  | 3         | 2:07      |           |
| Card Preliminare  |                        |                      |           |                  |                                             |           |           |           |
|                   | Pesi medi              | Anatoly Tokov        | batte     | Hracho Darpinyan | KO tecnico (pugni)                          | 1         | 4:38      |           |
|                   | Pesi piuma             | Salim Mukhidinov     | batte     | Adel Altamimi    | Decisione unanime (29-27, 30-26, 30-27)     | 3         | 5:00      |           |
| Card Postliminare |                        |                      |           |                  |                                             |           |           |           |
|                   | Pesi piuma             | Jay Jay Wilson       | batte     | Jorge Juarez     | Sottomissione (rear-naked choke)            | 1         | 1:33      |           |
|                   | Pesi leggeri           | Kelvin Gentapanan    | batte     | Sunni Imhotep    | Decisione non unanime (29-28, 28-29, 29-28) | 3         | 5:00      |           |
|                   | Pesi medi              | Jordan Newman        | batte     | Riley Miller     | KO tecnico (pugni)                          | 1         | 4:28      |           |
|                   | Pesi leggeri           | Vladimir Tokov       | batte     | Brandon Hastings | Decisione unanime (30-26, 30-27, 30-27)     | 3         | 5:00      |           |
|                   | Pesi medi              | Johnny Eblen         | batte     | Mauricio Alonso  | Decisione unanime (30-26, 30-27, 30-27)     | 3         | 5:00      |           |
|                   | Pesi welter            | Joey Davis           | batte     | Jeffrey Peterson | KO (ginocchiata in salto)                   | 1         | 1:00      |           |
|                   | Pesi welter            | Derek Anderson       | batte     | Guilherme Bomba  | Decisione unanime (30-27, 30-27, 30-27)     | 3         | 5:00      |           |